# Cookernup
Cookernup är en ort i South West i Western Australia nära South Western Highway, mellan orterna Waroona och Harvey. Cookernup hade ett invånarantal på 502 personer (2016).